# Friedrich Czell-palota
A brassói Friedrich Czell-palota a Főtér – és az egész történelmi központ – egykor egyik legelőkelőbb, és máig egyik legimpozánsabb épülete. 1903-ban építtette ifj. Friedrich Czell (magyarosan Czell Frigyes), a vagyonos Czell-család tagja.

## Története
A 20. század elején a Czell Frigyes és fiai vállalatcsoportnak monopóliuma volt az erdélyi sörgyártás terén. A sörgyártás mellett foglalkoztak szeszkészítéssel, cukorgyártással, kereskedelemmel, építkezéssel is; a Czell-testvérek több bérházat építettek a központban, melyek lakásainak bérbeadásával egészítették ki vagyonukat. Karl Czell 1898-ban építtette Kolostor utca 13. szám alatti palotáját, Wilhelm Czell 1901-ben a Rezső körúti „napos palotát”, ifj. Friedrich Czell pedig 1903-ban a főtéri palotát.
A főtéri telket korábban is ifj. Friedrich Czell birtokolta, és három ház állt rajta. Hátsó bejárata, melyet a régi várfal egy részének lebontásával nyitottak, a Várkert sétányra nyílt; 1902-ig itt működött a Café Elite kávéház. A házakat lebontották, és 1903-ban – más források szerint 1904-ben – itt épült fel a háromszintes Czell-palota, melynek helyiségeit gazdag családoknak és vállalatoknak adták ki. A palota mögött Czell egy kisebb lakóépületet építtetett saját használatra, melynek bejárata a Várkert sétányra nyílt.
1928-tól itt működött a Kronstädter Allgemeine Sparkasse, melyet 1948-ban a hatalomra kerülő kommunisták felszámoltak, az épületet pedig államosították. 1950-től itt van a Román Nemzeti Bank brassói fiókjának székhelye. A hátsó lakóépület elhagyatottan áll.

## Leírása
A Főtér északnyugati oldalán, az úgynevezett Lensoron áll, két oldalról a Casa Mureșenilor és a Seuler-ház fogja közre. Háromszintes, négyszárnyas, masszív épület. Homlokzata eklektikus, neobarokk és Jugendstil elemeket ötvözve. A gazdagon díszített homlokzattal ellentétben a belső helyiségek komorak, eltekintve néhány szecessziós díszítésű mennyezettől.
A romániai műemlékek jegyzékében a BV-II-m-B-20906 sorszámon szerepel.